# Royal (pâtisserie)
Pour les articles homonymes, voir Royal, Trianon (homonymie) et Versaillais (homonymie).
Le royal, appelé également trianon ou encore versaillais, est un entremet au chocolat constitué d'une dacquoise (poudre d'amandes, sucre, œufs), d'un croustillant praliné (pralin, crêpes dentelles) étalé en fine couche tassée et d'une ganache au chocolat montée que l'on fait bien refroidir au frais. On saupoudre l'ensemble de cacao amer en poudre. Ses origines sont inconnues.